# Lucía Gil
Lucía Gil (Madrid, 29 de maig de 1998) és una cantant i actriu espanyola. Coneguda per guanyar el concurs organitzat per Disney Channel anomenat My Camp Rock i per protagonitzar la sèrie de Disney Channel, La gira on interpreta a la cantant de la banda sorgida en la sèrie "Pop4U". A l'edat de set anys va participar en el concurs de cant Veo Veo.